# Алашкерт (село)
Алашкерт (арм. Ալաշկերտ) — село в Армавирской области Армении.

## География
Село расположено в южной части марза, при автодороге , на расстоянии 7 километров к югу от города Армавир, административного центра области. Абсолютная высота — 855 метров над уровнем моря.
Климат
Климат характеризуется как семиаридный (BSk в классификации климатов Кёппена). Среднегодовая температура воздуха составляет 12 °C. Средняя температура самого холодного месяца (января) составляет −3,1 °С, самого жаркого месяца (июля) — 25,2 °С. Расчётная многолетняя норма атмосферных осадков — 294 мм. Наибольшее количество осадков выпадает в мае (50 мм).

## Население
Иван Шопен отмечал, что согласно сведениям из "Камерального описания", составленного в 1829-1831 годах, в селе Кярим-арх Сардарь-абадского магала Эриванской провинции проживало 413 человек, из которых 102 - армяне, переселившиеся из Персии после заключения Туркманчайского договора (1828) сторонами Русско-персидской войны (1826—1828), и 311 - мусульмане ("мюгаммедане").
По данным «Сборника сведений о Кавказе» за 1880 год в селе Кярим-арх Эчмиадзинского уезда по сведениям 1873 года было 145 дворов и проживало 1215 человек, в основном азербайджанцев (указаны как «татары»), которые были шиитами. Также в селе была расположена 1 мечеть.
По данным Кавказского календаря на 1912 год, в селе Кярим-Арх Эчмиадзинского уезда проживало 1636 человек, в основном азербайджанцы, указанные как «татары».
| Год переписи | Население          | Население          | Население          | Население            | Население            | Население            |
| Год переписи | Наличное население | Наличное население | Наличное население | Постоянное население | Постоянное население | Постоянное население |
| Год переписи | Всего              | Мужчины            | Женщины            | Всего                | Мужчины              | Женщины              |
| ------------ | ------------------ | ------------------ | ------------------ | -------------------- | -------------------- | -------------------- |
| 2001         | 1625               | 812                | 813                | 1714                 | 871                  | 843                  |
| 2011         | 1531               | 774                | 757                | 1569                 | 801                  | 768                  |